# Санто Стефано (Мачерата)
Санто Стефано је насеље у Италији у округу Мачерата, региону Марке.
Према процени из 2011. у насељу је живело 37 становника. Насеље се налази на надморској висини од 480 м.